# Geodetisch referentiepunt

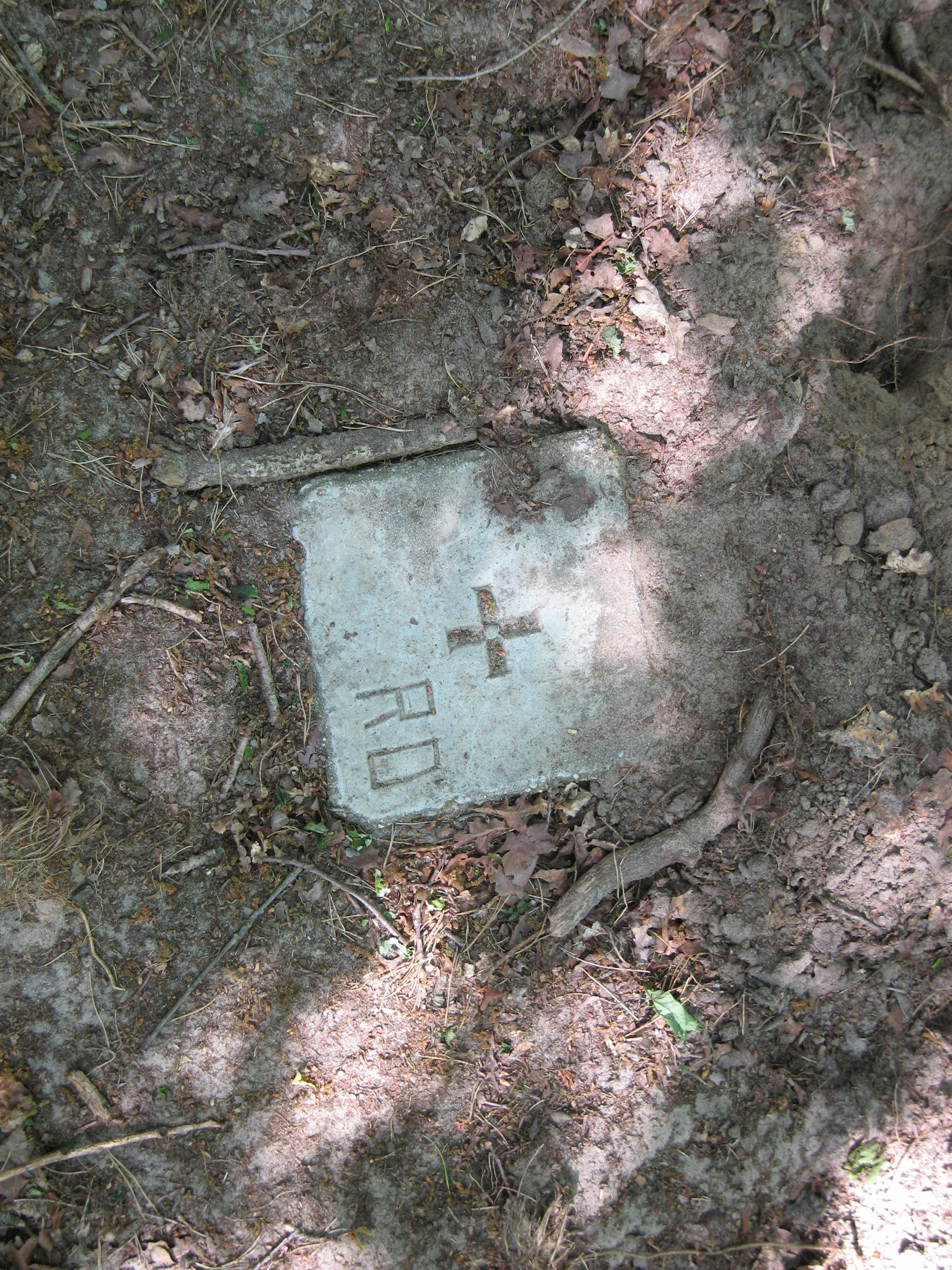
In de grond verzonken RD-steen op de Boschberg in Boswachterij Kootwijk

Een geodetisch referentiepunt is een stabiel en eenduidig gemarkeerd meetpunt, waarvan de coördinaten nauwkeurig in een geodetisch coördinatensysteem zijn bepaald en dat als referentie voor plaatsbepaling dient.
Een referentiepunt voor de hoogte ten opzichte van Normaal Amsterdams Peil wordt 'peilmerk' genoemd.
Een met driehoeksmeting, zoals de Rijksdriehoeksmeting, bepaald punt wordt een 'getrianguleerd punt' genoemd. Sinds de opkomst van GPS worden referentiepunten met satellietnavigatie bepaald. Een nauwkeurige methode voor satellietnavigatie is RTK. De referentiepunten voor RTK zijn vaste ontvangers op bekende posities. Meestal wordt hier een nationaal of commercieel netwerk van GNSS-referentiestations voor gebruikt.